# 林煙泉
林煙泉生於西元1950年，是臺灣的一名民主進步黨黨籍男性政治人物，曾為2002年雲林縣台西鄉第十四屆鄉鎮市長。
林煙泉於民國91年間，辦理海口大排抽水機採購案，涉嫌向廠商收取70萬元回扣，被法院判11年，褫奪公權7年、不法所得繳回。